# مهدی‌آباد (بیرجند)
مهدی‌آباد یک منطقهٔ مسکونی در ایران است که در دهستان باقران واقع شده‌است. مهدی‌آباد ۱۳۱ نفر جمعیت دارد.